# احمت کیرچی
احمت کیرچی (ترکی استانبولی: Ahmet Kireççi; ۲۷ اکتبر ۱۹۱۴ – ۱۷ اوت ۱۹۷۹) کشتی‌گیر فرنگی اهل ترکیه بود.